# 358
358（三百五十八、さんびゃくごじゅうはち）は自然数、また整数において、357の次で359の前の数である。

## 性質
- 358 は合成数であり、約数は 1, 2, 179 と 358 である。
  - 約数の和は540。
- 113番目の半素数である。1つ前は355、次は361。
- 各位の和が16になる14番目の数である。1つ前は349、次は367。
- 各位の立方和が664になる最小の数である。次は385。(オンライン整数列大辞典の数列 A055012)
  - 各位の立方和が n になる最小の数である。1つ前の663は245556、次の665は1358。(オンライン整数列大辞典の数列 A165370)
- 358 = 32 + 52 + 182 = 92 + 92 + 142
  - 3つの平方数の和2通りで表せる89番目の数である。1つ前は357、次は360。(オンライン整数列大辞典の数列 A025322)
  - 358 = 32 + 52 + 182
    - 異なる3つの平方数の和1通りで表せる97番目の数である。1つ前は337、次は363。(オンライン整数列大辞典の数列 A025339)

## その他 358 に関連すること
- 西暦358年
- 1月1日から数えて358日目は12月24日、閏年は12月23日。
- 三五八漬け